# Kigwancha Sports Club
Kigwancha Sports Club is een Noord-Koreaanse voetbalclub uit Sinuiju.
De club werd in januari 1956 opgericht en speelt in het Sinuiju stadion dat plaats biedt aan 17.500 toeschouwers. De club won het Noord-Koreaans voetbalkampioenschap in 1996, 1997, 1998, 1999 en 2000. Lee Kwan-Myong is de bekendste speler.